# Perawas
Perawas is een bestuurslaag in het regentschap Belitung van de provincie Bangka-Belitung, Indonesië. Perawas telt 11.032 inwoners (volkstelling 2010).